# 名古屋市交通局1050形電車
名古屋市交通局1050形電車（なごやしこうつうきょく1050がたでんしゃ）は、かつて名古屋市交通局が保有していた市電用の路面電車車両である。

## 概要
1943年、当時老朽化が進んでいたSB形電車とMB形電車の置き換え用として、台車機器を流用し、1400形電車に準じた車体を日本車輌製造にて組み合わせ、20両が誕生した。
種車は、SB形の1001~1015編成（改造後、1051~1065編成）とMB形の1101~1105編成（改造後1066~1070編成）である。戦後何度か機器や台車の交換を行っていたものの、中古台車を使用していたため、他車と比べ騒音が大きかった。
高床車であったため、1967年から廃車が始まり、1年後の1968年8月に全車廃車となった。

## 車両諸元
- 車体長：11950mm
- 車幅：2334mm
- 車高：3595mm
- 定員：90人
- 自重：
  - 14.5t（1051~1065）
  - 15.3t（1066~1070）
- 製造両数：20
- 台車：40PS（29.4kw）または50PS（36.8kW）
  - ブリル76E（1051 - 1065）
  - ブリル76E2の類似コピー品（1066 - 1070）
- 電動機：37kw×2